# اسپندار جزیره‌ای
اسپندار جزیره‌ای (نام علمی: Cereus insularis) نام یک گونه از سرده اسپندارها است.